# Нариманов (город)
Нарима́нов — город (с 1984) в России, административный центр Наримановского района Астраханской области.
Образует городское поселение Город Нариманов. Как административно-территориальная единица области представляет собой город районного значения.

## География
Город расположен в 45 километрах к северу от города Астрахани на правом, высоком берегу Волги. Город пересекает федеральная автодорога Р-22 «Каспий». В южной части города проходит тупиковая железнодорожная линия Трусово-Новолесная, на которой расположена станция Нововолжская и к которой примыкает путь завода «Лотос» длиной 30 км.

## Климат
- Среднегодовая температура воздуха — 11,6 °C
- Относительная влажность воздуха — 59,0 %
- Средняя скорость ветра — 3,9 м/с

| Среднесуточная температура воздуха в Нариманове по данным NASA | Среднесуточная температура воздуха в Нариманове по данным NASA | Среднесуточная температура воздуха в Нариманове по данным NASA | Среднесуточная температура воздуха в Нариманове по данным NASA | Среднесуточная температура воздуха в Нариманове по данным NASA | Среднесуточная температура воздуха в Нариманове по данным NASA | Среднесуточная температура воздуха в Нариманове по данным NASA | Среднесуточная температура воздуха в Нариманове по данным NASA | Среднесуточная температура воздуха в Нариманове по данным NASA | Среднесуточная температура воздуха в Нариманове по данным NASA | Среднесуточная температура воздуха в Нариманове по данным NASA | Среднесуточная температура воздуха в Нариманове по данным NASA | Среднесуточная температура воздуха в Нариманове по данным NASA |
| Янв                                                            | Фев                                                            | Мар                                                            | Апр                                                            | Май                                                            | Июн                                                            | Июл                                                            | Авг                                                            | Сен                                                            | Окт                                                            | Ноя                                                            | Дек                                                            | Год                                                            |
| −2,8 °C                                                        | −2,8 °C                                                        | 2,7 °C                                                         | 12,3 °C                                                        | 19,3 °C                                                        | 24,5 °C                                                        | 27,2 °C                                                        | 25,4 °C                                                        | 19,1 °C                                                        | 11,6 °C                                                        | 3,1 °C                                                         | −1,8 °C                                                        | 11,6 °C                                                        |
| -------------------------------------------------------------- | -------------------------------------------------------------- | -------------------------------------------------------------- | -------------------------------------------------------------- | -------------------------------------------------------------- | -------------------------------------------------------------- | -------------------------------------------------------------- | -------------------------------------------------------------- | -------------------------------------------------------------- | -------------------------------------------------------------- | -------------------------------------------------------------- | -------------------------------------------------------------- | -------------------------------------------------------------- |

## История

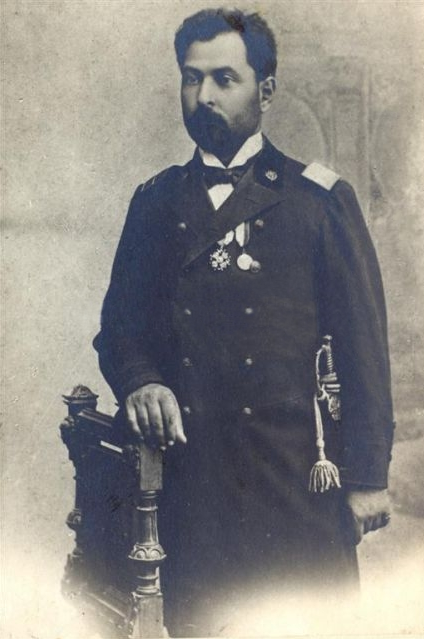
Н. Нариманов с Орденом Святого Станислава III степени (1899)

В 1962 году ЦК КПСС и Совет Министров СССР приняли Постановление о строительстве вододелителя, рыбоводных заводов, нерестно-выростных хозяйств и мелиорации восточной части Волги. Выполнение этого комплекса работ было возложено на ордена Ленина трест «Волгоградгидрострой». Вододелитель должен был перераспределять волжскую воду по воле человека. В период высоких весенних паводков в восточной части дельты имеются все условия для нереста рыб. В маловодные годы этих условий нет. Вододелитель должен был обеспечить водой свыше 30 тысяч гектаров дельтовых площадей.
Для этих целей в 45 км от Астрахани развернулось строительство будущего города. 21 апреля 1963 года (этот день считается официальным днем рождения города) от бондарно-механического завода имени Дзержинского в г. Астрахани была отшвартована брандвахта, где разместилось СМУ-5 «Волгоградгидрострой». С этого времени началась история строительства вододелителя и города Нариманова. К концу августа 1964 года было сдано 5 бараков, а в конце ноября ещё 5. Все бараки заселены строителями вододелителя. 27 сентября 1966 года был положен первый кубометр бетона в тело будущей плотины вододелителя. 19 декабря 1965 года прошли первые выборы в сельский совет депутатов трудящихся.
В конце сентября 1973 года было открыто судоходство через водоразборчатую плотину. В 1975 году был сдан в эксплуатацию шлюзовой канал.
В 1983 году поселок Приволжье был передан Трусовскому району города Астрахани, и районный центр был перенесен в поселок Нижневолжский.
19 октября 1984 года посёлок Нижневолжский стал городом и получил название «Нариманов» в честь азербайджанского государственного деятеля Наримана Нариманова.

## Население
| 1970    | 1979    | 1989    | 1998    | 2000    | 2001    | 2002    | 2006    | 2007    |
| ------- | ------- | ------- | ------- | ------- | ------- | ------- | ------- | ------- |
| 3300    | ↗3400   | ↗11 084 | ↗12 300 | ↘11 900 | ↘11 700 | ↘11 202 | ↘10 900 | →10 900 |
| 2008    | 2009    | 2010    | 2011    | 2012    | 2013    | 2014    | 2015    | 2016    |
| ↗11 100 | ↗11 126 | ↗11 521 | ↘11 464 | ↘11 321 | ↗11 326 | ↗11 334 | ↘11 196 | ↘11 139 |
| 2017    | 2018    | 2019    | 2020    | 2021    |         |         |         |         |
| ↘11 118 | ↘11 079 | ↘10 956 | ↘10 764 | ↗11 104 |         |         |         |         |

На 1 января 2025 года по численности населения город находился на 886-м месте из 1124 городов Российской Федерации.
Национальный состав
По итогам переписи населения 2020 года проживали следующие национальности (национальности менее 0,1 % и другое см. в сноске к строке «Другие»):
| Национальность   | Численность, чел. | Доля     |
| ---------------- | ----------------- | -------- |
| Русские          | 7675              | 69,12 %  |
| Казахи           | 1270              | 11,44 %  |
| Турки-месхетинцы | 358               | 3,22 %   |
| Татары           | 222               | 2,00 %   |
| Турки            | 128               | 1,15 %   |
| Азербайджанцы    | 95                | 0,86 %   |
| Калмыки          | 84                | 0,76 %   |
| Чеченцы          | 66                | 0,59 %   |
| Украинцы         | 45                | 0,41 %   |
| Лезгины          | 30                | 0,27 %   |
| Аварцы           | 27                | 0,24 %   |
| Армяне           | 19                | 0,17 %   |
| Узбеки           | 18                | 0,16 %   |
| Чуваши           | 15                | 0,14 %   |
| Даргинцы         | 12                | 0,11 %   |
| Белорусы         | 12                | 0,11 %   |
| Другие           | 1028              | 9,25 %   |
| Итого            | 11 104            | 100,00 % |

## Экономика
- Градообразующее предприятие — судостроительный завод «Лотос»
- Нефтяной терминал
- Особая экономическая зона «Лотос»